# Nicolai Boilesen
Nicolai Møller Boilesen (ur. 16 lutego 1992 w Ballerup) – duński piłkarz grający na pozycji obrońcy. Reprezentant Danii w latach 2011–2022.

## Kariera klubowa
Boilesen rozpoczął grę w piłkę w lokalnych amatorskich klubach w Ballerup i Skovlunde, a w 2004 roku dołączył do Brøndby IF. Boilesen wzoruje swoją grę na rodaku, Danielu Aggerze. Gdy w grudniu 2009 roku wygasł jego kontrakt z Brøndby, zdecydował się przenieść do Holandii, do Ajaxu Amsterdam, który zapłacił cztery miliony duńskich koron w ramach rekompensaty. Boilesen trenował wcześniej z Manchesterem United i budził zainteresowanie europejskich potęg, ale porada kolegi z młodzieżowej reprezentacji i piłkarza Ajaxu, Christiana Eriksena sprawiła, że wybrał holenderski zespół. Zadebiutował 3 kwietnia 2011 roku, gdy wszedł w drugiej połowie meczu z Heraclesem Almelo. We wrześniu 2011 roku doznał kontuzji, która wykluczyła go z gry do lutego 2012. Tuż po powrocie, w meczu Ligi Europy z Manchesterem United, został ponownie kontuzjowany. Do gry powrócił w lutym 2013 roku w rezerwach Ajaxu, natomiast w Eredivisie wystąpił dopiero na początku sezonu 2013/14 w meczu z Roda JC Kerkrade. W 2011, 2012 i 2014 roku zdobywał mistrzostwo Holandii. Łącznie w barwach Ajaxu wystąpił w 52 spotkaniach ligowych, w których strzelił jednego gola.
25 sierpnia 2016 roku został piłkarzem FC København. Podpisał z tym klubem czteroletni kontrakt. W Superligaen zadebiutował 19 marca 2017 roku w wygranym 3:1 meczu z Silkeborg IF. W 2019 i 2022 roku jego zespół wywalczył mistrzostwo Danii, natomiast w 2017, 2023 oraz 2025 roku zdobywał mistrzostwo wraz z pucharem kraju. Podczas pobytu w klubie z Kopenhagi Boilesen również doznawał długotrwałych kontuzji – jedna uniemożliwiała mu występy w sezonie 2019/20, druga trwała przez większość sezonu 2022/23, a kolejna wymuszała przerwę od gry od marca 2024 roku do końca sezonu 2024/25. Łącznie dla FC København rozegrał 135 spotkań ligowych, w których zdobył 3 bramki.
W maju 2025 roku ogłosił zakończenie kariery zawodniczej.

## Kariera reprezentacyjna
Boilesen występował w młodzieżowych reprezentacjach Danii. W 2011 roku rozegrał trzy spotkania na mistrzostwach Europy U-21. W tym samym roku zadebiutował w pierwszej reprezentacji kraju w towarzyskim spotkaniu ze Szkocją (1:2) oraz otrzymał nagrodę Talentu Roku w Danii do lat 21. Był powołany przez Kaspera Hjulmanda na Euro 2020. Na tym turnieju wystąpił w spotkaniu 1/8 finału z Walią, natomiast sama reprezentacja Danii odpadła w półfinale. Łącznie Boilesen rozegrał 22 spotkania w kadrze narodowej w latach 2011–2022.